# Готия
Маркграфство Готия (на латински: Marca Gothica, на немски: Got(h)ia, Gothien) франките наричат територията, населявата от вестготите на Средиземно море северно и южно от Пиренеите, чиито ядро са Каталония и Лангедок (Септимания).

## История
Готия е владяна от херцози, от „Септимания и/или Готия“. Херцогът е един от графовете на херцогството. От средата на 9 век за Септимания се използва названието Готия (marca Gothica).

## Херцози (dux) на Готия, Септимания
- Леовигилд, средата на 6 век
- Лиува I (569 – 572)
- Гундемар, „dux“ de la Narbonnaise, крал 610
- Сизебут, 7 век

...
- Bulgar de Bulgaran, благордници вестготи на крал Гундомар (610 – 612).

## Други региони с това име
Като Gothia или Gothien се обозначават в късносредновековните карти на Южния- или Източния бряг на Черноморския полуостров Крим – когато тамошните брегови градове са под владението на Република Генуа. Така е наричано и княжеството Теодоро.